# James Debug
James Debug est une série de trois jeux vidéo d'aventure développée et éditée par Coktel Vision sur Amstrad CPC, Thomson.

## Titres
- 1986 : James Debug dans Le Mystère de l'île perdue[1],[2]
- 1987 : James Debug : Le Grand Saut[3]
- 1988 : James Debug : Le Mystère de Paris[4]